# Хитроу Терминал 5 (станция)
Хитроу Терминал 5 — совмещённая железнодорожная станция и станция лондонского метро, обслуживающая Терминал 5 аэропорта Хитроу. Она служит конечной остановкой для рейсов Heathrow Express от Паддингтона, а также для линии Элизабет и линии лондонского метро Piccadilly из центра Лондона. Она управляется и укомплектована персоналом Heathrow Express.
Зона лондонского метрополитена расположена в зоне 6 Travelcard; это самая западная подземная станция в сети. Это также самая западная станция Национальной железной дороги в Лондоне.

## История
После самого продолжительного общественного расследования, когда-либо проводившегося в Великобритании, строительство станции было разрешено в ноябре 2001 года министром транспорта Стивеном Байерсом в рамках утверждения проекта Терминала 5 аэропорта Хитроу. При финансовой поддержке Британского управления аэропортов (BAA) строительство пристройки в рамках строительства Tерминала 5 заняло 6 лет. В рамках строительства станция метро «Хитроу Терминал 4» была закрыта на 20 месяцев с января 2005 г. по сентябрь 2006 г., чтобы можно было построить соединительные ветки. Пробное движение поездов началось, когда 18 июля 2007 года пристройка была передана лондонскому метро.
Станция открылась 27 марта 2008 года, одновременно с терминалом 5 аэропорта Хитроу Она была спроектирована архитекторами HOK совместно с Rogers Stirk Harbour + Partners . . Хотя станция расположена под землей, части кровли станции сделаны из полупрозрачных ламинатных панелей ETFE, что позволяет естественному дневному свету заливать оба конца всех шести перронов.
С мая 2022 года станция также обслуживается линией Элизабет.

## Сервисы
Станция Терминал 5 — единственная в аэропорту Хитроу, где линии Heathrow Express, линии Элизабет и линии Piccadilly находятся на одной станции. Предоставляются следующие железнодорожные услуги: 
- Линия Пикадилли от платформ 1 и 2: половина поездов ветки Хитроу останавливается здесь, проходя через Хаттон-Кросс и терминалы 2 Хитроу.<span typeof="mw:Entity" id="mwSw">&nbsp;</span>&amp;<span typeof="mw:Entity" id="mwTA">&nbsp;</span>3 . Другая половина не прибывает на терминал 5 аэропорта Хитроу, а вместо этого проходит по кольцу, чтобы проехать через терминалы 4 аэропорта Хитроу и терминалы 2 аэропорта Хитроу. & 3, прежде чем вернуться в восточном направлении.
- Конечная станция Heathrow Express до и от станции Паддингтон с платформ 3 и 4.
- Конечная станция линии Элизабет до и от станции Abbey Wood от платформ 3 и 4.

### Бесплатные внутритерминальные переходы
До 2012 года бесплатный трансфер между терминалами через метро был невозможен, в отличие от Heathrow Express. В январе 2012 года был введен бесплатный проезд для держателей карт Oyster и бесконтактных платежных карт между станциями Хитроу на линии Пикадилли. Чтобы добраться из Терминала 5 Хитроу в Терминал 4 по линии Пикадилли, необходимо сделать пересадку на Хаттон-Кросс; это путешествие бесплатное, несмотря на то, что Хаттон-Кросс не входит в зону бесплатного проезда.

### Перспективы

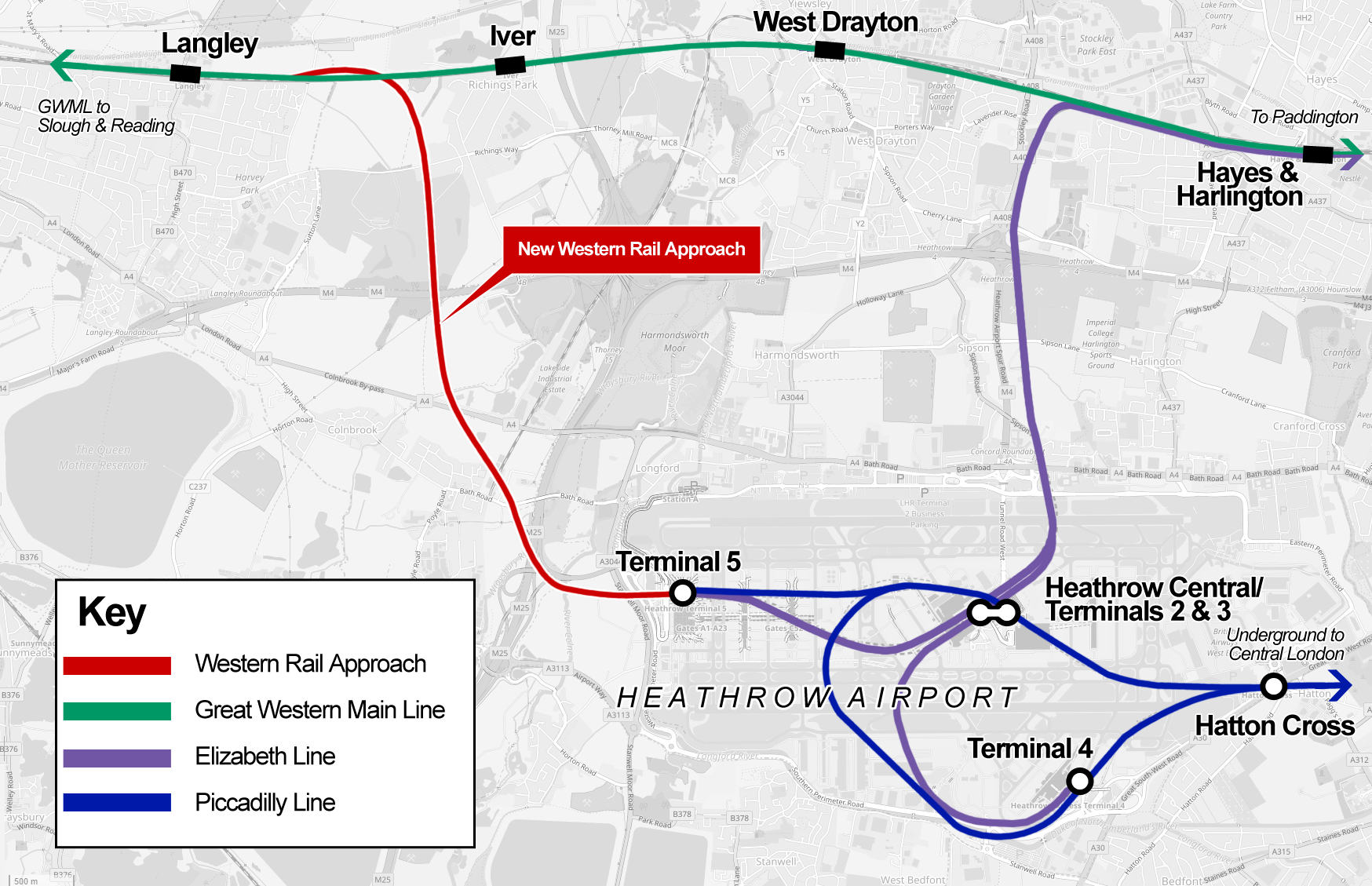
Предлагаемый подход Western Rail к Хитроу

Network Rail выдвинула предложение о подходе Western Rail к Хитроу, коротком ответвлении пути в туннеле, который будет проходить от перекрестка к востоку от Langley к станции Терминал 5. Это позволит поездам Great Western Main Line ходить напрямую из Slough и Reading в Хитроу без необходимости пересаживаться в Паддингтоне. Предложение в настоящее время находится на стадии обсуждения и остается неподтвержденным. 
В дополнение к вышеуказанным железнодорожным путям, станция Терминала 5 также имеет две защищенные платформы для «тяжелых железных дорог» для использования западным соединением с национальной железнодорожной сетью. Предлагаемая линия на юг будет вести от Ватерлоо к линии Рединг к западу от железнодорожной станции Стейнс (первоначально называвшейся Heathrow Airtrack, а ныне Heathrow Southern Railway). Она предлагает прямое железнодорожное сообщение с лондонскими аэропортами Ватерлоо, Рединг, Уокинг, Гилфорд и Гатвик .  Из-за стоимости замены трех железнодорожных переездов, один из которых расположен в очень урбанизированной части Эгама, предложения в настоящее время не финансируются.

## Наземный общественный транспорт
Лондонские автобусы маршрутов 350, 423, 482, 490 и ночной маршрут N9 обслуживают станцию.  Компании First Berkshire &amp; The Thames Valley, National Express и Oxford Bus Company также обслуживают междугородние автобусы.